# Marseille-Paris
Marseille-Paris est une course cycliste qui n'a connu qu'une seule édition, du 18 mai 1902 au 19 mai 1902.
Le parcours relie en une seule étape la Canebière de Marseille au Parc des Princes de Paris, en passant par Avignon, Lyon ou encore Dijon, pour un total de 938 km.
Hippolyte Aucouturier, Maurice Garin (vainqueur de Paris-Brest-Paris l'année précédente), Constant Huret, Jean Fischer, Lucien Lesna (vainqueur de Paris-Roubaix et Bordeaux-Paris), Rodolfo Muller et les frères Charles et Marcel Kerff font figure de favoris parmi les 105 engagés. Mais les deux premiers ne prennent finalement pas le départ, en raison d'une bronchite pour l'un et de douleurs à la jambe pour l'autre. Le 18 mai 1902 à 3 h du matin, ce sont 56 participants qui s'élancent du Faubourg Saint-Antoine à Marseille : 15 coureurs de vitesse, qui peuvent être suivis par leurs entraîneurs, et 41 touristes-routiers, ancêtres des randonneurs.
Après 39 h de course marquées par des conditions météorologiques dantesques, Lucien Lesna est le premier à franchir la ligne d'arrivée à Paris devant plus de 20 000 personnes, avec plus de 7 h d'avance sur l'Italien Rodolfo Muller. L'épreuve est marquée par le décès inexpliqué de Charles Kerff, retrouvé mort près de Cabriès.
Présent dans la voiture de l'organisation en compagnie de Charles Terront, Géo Lefèvre eut l'idée du Tour de France en constatant la réussite et le succès populaire de cette épreuve.

## Présentation

### Itinéraire
Le parcours reliant la Canebière au Parc des Princes est ponctué de contrôles fixes qui donnent l'occasion au public de célébrer le passage des coureurs, notamment par des sonneries de clairons, mais également de contrôles volants et secrets afin d'éviter la fraude.
| Km  | Ville                    | Informations complémentaires      |
| --- | ------------------------ | --------------------------------- |
| 0   | Marseille (Canebière)    | Contrôle fixe                     |
| 5   | Saint-Antoine            |                                   |
| 29  | Aix-en-Provence          | Contrôle volant                   |
| 48  | Saint-Cannat             |                                   |
| 64  | Salon-de-Provence        | Contrôle fixe                     |
| 104 | Arles                    | Contrôle volant                   |
| 121 | Tarascon                 |                                   |
| 144 | Avignon                  | Contrôle fixe                     |
| 171 | Orange                   |                                   |
| 224 | Montélimar               | Contrôle volant                   |
| 269 | Valence                  | Contrôle fixe                     |
| 286 | Tain-l'Hermitage         |                                   |
| 312 | Vienne                   |                                   |
| 353 | Givors                   |                                   |
| 370 | Pierre-Bénite            |                                   |
| 377 | Lyon                     | Contrôle fixe au 33 quai de Vaise |
| 395 | Les Chères               |                                   |
| 407 | Anse                     |                                   |
| 414 | Villefranche-sur-Saône   |                                   |
| 453 | Mâcon                    | Contrôle volant                   |
| 511 | Chalon-sur-Saône         | Contrôle fixe                     |
| 527 | Chagny                   |                                   |
| 543 | Beaune                   |                                   |
| 580 | Dijon                    | Contrôle fixe                     |
| 610 | Sombernon                |                                   |
| 629 | Vitteaux                 |                                   |
| 682 | Avallon                  | Contrôle volant                   |
| 734 | Auxerre                  | Contrôle fixe                     |
| 761 | Joigny                   |                                   |
| 791 | Sens                     | Contrôle fixe                     |
| 827 | Montereau                |                                   |
| 858 | Melun                    | Contrôle fixe                     |
| 875 | Corbeil-Essonnes         |                                   |
| 887 | Liers                    |                                   |
| 915 | Versailles               | Contrôle fixe                     |
| 925 | Saint-Cloud              |                                   |
| 938 | Paris (Parc des Princes) |                                   |

### Coureurs engagés
Cent cinq coureurs sont inscrits à l'épreuve, mais seuls cinquante-quatre d'entre eux prennent effectivement le départ de Marseille. Le numéro de dossard indiqué est celui attribué par le journal L'Auto-Vélo.
| Numéro de dossard | Nom                      | Nationalité | Équipe (cycle) | Inscrit / Partant | Catégorie          | Informations complémentaires |
| ----------------- | ------------------------ | ----------- | -------------- | ----------------- | ------------------ | ---------------------------- |
| 1                 | François Monachon        | Suisse      |                | Partant           | Coureur de vitesse |                              |
| 2                 | Ambroise Chevogeon       | France      |                | Inscrit           | Coureur de vitesse | de Paris                     |
| 3                 | Portier (René Pottier ?) | France      |                | Inscrit           | Coureur de vitesse | de Paris                     |
| 4                 | Auguste Durand           | France      |                | Partant           | Coureur de vitesse | de Fontainebleau             |
| 5                 | Louis Barbrel            | France      |                | Partant           | Coureur de vitesse |                              |
| 6                 | Pasquier                 | France      |                | Inscrit           | Coureur de vitesse | Ni Gustave, ni Arthur        |
| 7                 | Charles Kerff            | Belgique    |                | Partant           | Coureur de vitesse |                              |
| 8                 | P. Martin                | France      |                | Inscrit           | Coureur de vitesse | de Fougères                  |
| 9                 | d'Albertone              | France      |                | Inscrit           | Coureur de vitesse | d'Asnières                   |
| 10                | Toscano                  | Italie      |                | Inscrit           | Coureur de vitesse | de Rome                      |
| 11                | Hiron                    | France      |                | Inscrit           | Coureur de vitesse | d'Orléans                    |
| 12                | Alexandre Foureaux       | France      |                | Partant           | Coureur de vitesse |                              |
| 13                | Ambroise Garin           | Italie      |                | Inscrit           | Coureur de vitesse |                              |
| 14                | Raphaël                  | France      |                | Inscrit           | Coureur de vitesse | de Toulon                    |
| 15                | Cyprien Guitton          | France      |                | Inscrit           | Coureur de vitesse | de Vincennes                 |
| 16                | Hippolyte Aucouturier    | France      |                | Inscrit           | Coureur de vitesse |                              |
| 17                | Marcel Kerff             | Belgique    |                | Partant           | Coureur de vitesse |                              |
| 18                | Vendredi                 | Suisse      |                | Inscrit           | Coureur de vitesse | de Genève                    |
| 19                | Bourdes                  | France      |                | Partant           | Coureur de vitesse | d'Orléans                    |
| 20                | A. Poupon                | France      |                | Inscrit           | Coureur de vitesse | de Lyon                      |
| 21                | Paul Piétrois            | France      |                | Inscrit           | Coureur de vitesse | de Boulogne                  |
| 22                | Albert Bosshard          | Suisse      |                | Inscrit           | Coureur de vitesse |                              |
| 23                | Châtelain                | France      |                | Inscrit           | Coureur de vitesse | de Paris                     |
| 24                | Lucien Lesna             | France      |                | Partant           | Coureur de vitesse |                              |
| 25                | R. Ameline               | France      |                | Inscrit           | Coureur de vitesse | de Vire                      |
| 26                | Sirius                   | France      |                | Inscrit           | Coureur de vitesse | de Marseille                 |
| 27                | Eugène Brange            | France      |                | Partant           | Coureur de vitesse | de Belleville                |
| 28                | Jules Thé                | France      |                | Inscrit           | Coureur de vitesse | de Marseille                 |
| 29                | A. Graef                 | France      |                | Inscrit           | Coureur de vitesse | de Paris                     |
| 30                | Henri Ellinamour         | France      |                | Partant           | Coureur de vitesse |                              |
| 31                | Jean Fischer             | France      |                | Partant           | Coureur de vitesse |                              |
| 32                | Pierre Chevalier         | France      |                | Partant           | Coureur de vitesse | de Moulins                   |
| 33                | René Kuhling             | Belgique    |                | Inscrit           | Coureur de vitesse |                              |
| 34                | Georges Barroy           | France      |                | Partant           | Coureur de vitesse |                              |
| 35                | H. Beauvais              | France      |                | Inscrit           | Coureur de vitesse | de Paris                     |
| 36                | Henri Winter             | Allemagne   |                | Inscrit           | Coureur de vitesse | de Hanovre                   |
| 37                | Maurice Garin            | France      |                | Inscrit           | Coureur de vitesse |                              |
| 38                | Rodolfo Muller           | Italie      |                | Partant           | Coureur de vitesse |                              |
| 39                | Constant Huret           | France      |                | Partant           | Coureur de vitesse |                              |
| 40                | Michel Frédérick         | Suisse      |                | Partant           | Coureur de vitesse |                              |
| 101               | François Moulin          | France      |                | Partant           | Touriste-routier   | de Paris                     |
| 102               | Lemenuet                 | France      |                | Partant           | Touriste-routier   | de Caen                      |
| 103               | Noël Prévost             | France      |                | Partant           | Touriste-routier   | de Lens                      |
| 104               | Henri Timmermann         | Belgique    |                | Partant           | Touriste-routier   |                              |
| 105               | Henri Gauban             | France      |                | Partant           | Touriste-routier   | de Muret                     |
| 106               | Charles Prévost          | France      |                | Inscrit           | Touriste-routier   | de Lens                      |
| 107               | Bisson                   | France      |                | Partant           | Touriste-routier   | de Paris                     |
| 108               | Gervais                  | France      |                | Partant           | Touriste-routier   | de Paris                     |
| 109               | Edmond Houitte           | France      |                | Partant           | Touriste-routier   | de Rennes                    |
| 110               | Joannys (Joanny Panel ?) | France      |                | Partant           | Touriste-routier   | de Valence                   |
| 111               | Étienne                  | France      |                | Partant           | Touriste-routier   | de Toulouse                  |
| 112               | Plateau                  | France      |                | Inscrit           | Touriste-routier   | de Paris                     |
| 113               | Gilbert                  | France      |                | Partant           | Touriste-routier   | de Paris                     |
| 114               | Florin Marraccini        | Italie      |                | Inscrit           | Touriste-routier   | de Rome                      |
| 115               | G R Perron               | France      |                | Inscrit           | Touriste-routier   | de Paris                     |
| 116               | Victor Dupré             | France      |                | Partant           | Touriste-routier   |                              |
| 117               | J. Berthier              | France      |                | Inscrit           | Touriste-routier   | de Roanne                    |
| 118               | Giszkowski               | France      |                | Inscrit           | Touriste-routier   | de Nice                      |
| 119               | Victor Lefèvre           | France      |                | Partant           | Touriste-routier   | de Tours                     |
| 120               | Sainte-Beuve             | France      |                | Inscrit           | Touriste-routier   | de Paris                     |
| 121               | Monin                    | France      |                | Partant           | Touriste-routier   | de Lyon                      |
| 122               | J. Louche                | France      |                | Inscrit           | Touriste-routier   | de Marseille                 |
| 123               | Pasqualet                | France      |                | Inscrit           | Touriste-routier   | de Marseille                 |
| 124               | Giuseppe Ghezzi          | Italie      |                | Partant           | Touriste-routier   | de Milan                     |
| 125               | Joseph Pierre            | France      |                | Partant           | Touriste-routier   | de Paris                     |
| 126               | A. Vecchi                | France      |                | Partant           | Touriste-routier   | de Montsenguy                |
| 127               | Julien Samson            | Belgique    |                | Partant           | Touriste-routier   | de Bruxelles                 |
| 128               | Charles Habert           | France      |                | Partant           | Touriste-routier   | de Paris                     |
| 129               | Jules Clément            | France      |                | Inscrit           | Touriste-routier   | de La Chapelle-d'Angillon    |
| 130               | Vandendaël               | France      |                | Partant           | Touriste-routier   | de Valenciennes              |
| 131               | Yves Le Goff             | France      |                | Partant           | Touriste-routier   |                              |
| 132               | Chedal                   | France      |                | Inscrit           | Touriste-routier   | de Paris                     |
| 133               | Alphonse Lefranc         | France      |                | Partant           | Touriste-routier   | de Versailles                |
| 134               | Desrue                   | France      |                | Partant           | Touriste-routier   | de Cercié                    |
| 135               | L. Dupont                | France      |                | Inscrit           | Touriste-routier   | de Troyes                    |
| 136               | Anton Jaeck              | Suisse      |                | Partant           | Touriste-routier   |                              |
| 137               | Raynal                   | Suisse      |                | Inscrit           | Touriste-routier   | de Genève                    |
| 138               | Charles Perraud          | France      |                | Partant           | Touriste-routier   | de Châtillon-sur-Chalaronne  |
| 139               | Jean Perraud             | France      |                | Partant           | Touriste-routier   | de Châtillon-sur-Chalaronne  |
| 140               | Guignoz                  | France      |                | Inscrit           | Touriste-routier   | de Versailles                |
| 141               | Dupraz                   | France      |                | Inscrit           | Touriste-routier   | de Pont-de-Chéruy            |
| 142               | Callendrier              | France      |                | Inscrit           | Touriste-routier   | de Paris                     |
| 143               | Frédérick                | France      |                | Inscrit           | Touriste-routier   | de Paris                     |
| 144               | Deveille                 | France      |                | Inscrit           | Touriste-routier   | de Troyes                    |
| 145               | Gustave Drioul           | Belgique    |                | Partant           | Touriste-routier   | de Bruxelles                 |
| 146               | Adolphe Donon            | France      |                | Partant           | Touriste-routier   | de Moncontour                |
| 147               | Léon Riché               | France      |                | Partant           | Touriste-routier   | de Sens                      |
| 148               | H. Tabouret              | France      |                | Inscrit           | Touriste-routier   | de Paris                     |
| 149               | Mehaux                   | France      |                | Partant           | Touriste-routier   | de Cayeux-sur-Mer            |
| 150               | Louis Constant           | France      |                | Inscrit           | Touriste-routier   | de Saint-Étienne             |
| 151               | Brunanchon               | France      |                | Partant           | Touriste-routier   | de Paris                     |
| 152               | Heinrich Ferenez         | Hongrie     |                | Partant           | Touriste-routier   | de Budapest                  |
| 153               | Gustave Pasquier         | France      |                | Partant           | Touriste-routier   |                              |
| 154               | Ferdinand Payan          | France      |                | Partant           | Touriste-routier   |                              |
| 155               | Philippe de Baladé       | France      |                | Partant           | Touriste-routier   | de Valence                   |
| 156               | Marius Mazoyer           | France      |                | Inscrit           | Touriste-routier   | de Saint-Étienne             |
| 157               | Félix Blanchet           | France      |                | Partant           | Touriste-routier   | de Grenoble                  |
| 158               | G. Guillard              | France      |                | Inscrit           | Touriste-routier   | de Paris                     |
| 159               | Leplat                   | France      |                | Inscrit           | Touriste-routier   | de Bruay                     |
| 160               | Émile Caudrelier         | France      |                | Inscrit           | Touriste-routier   | de Bruay                     |
| 161               | Meynaud                  | France      |                | Partant           | Touriste-routier   | de Plan-d'Orgon              |
| 162               | Jules Sales              | Belgique    |                | Inscrit           | Touriste-routier   | de Bruxelles                 |
| 163               | Edouard Lafourcade       | France      |                | Partant           | Touriste-routier   | de Paris                     |
| 164               | Arsène Millocheau        | France      |                | Partant           | Touriste-routier   |                              |
| 165               | A. Durand                | France      |                | Inscrit           | Touriste-routier   | de Fontainebleau             |

## Déroulement de la course

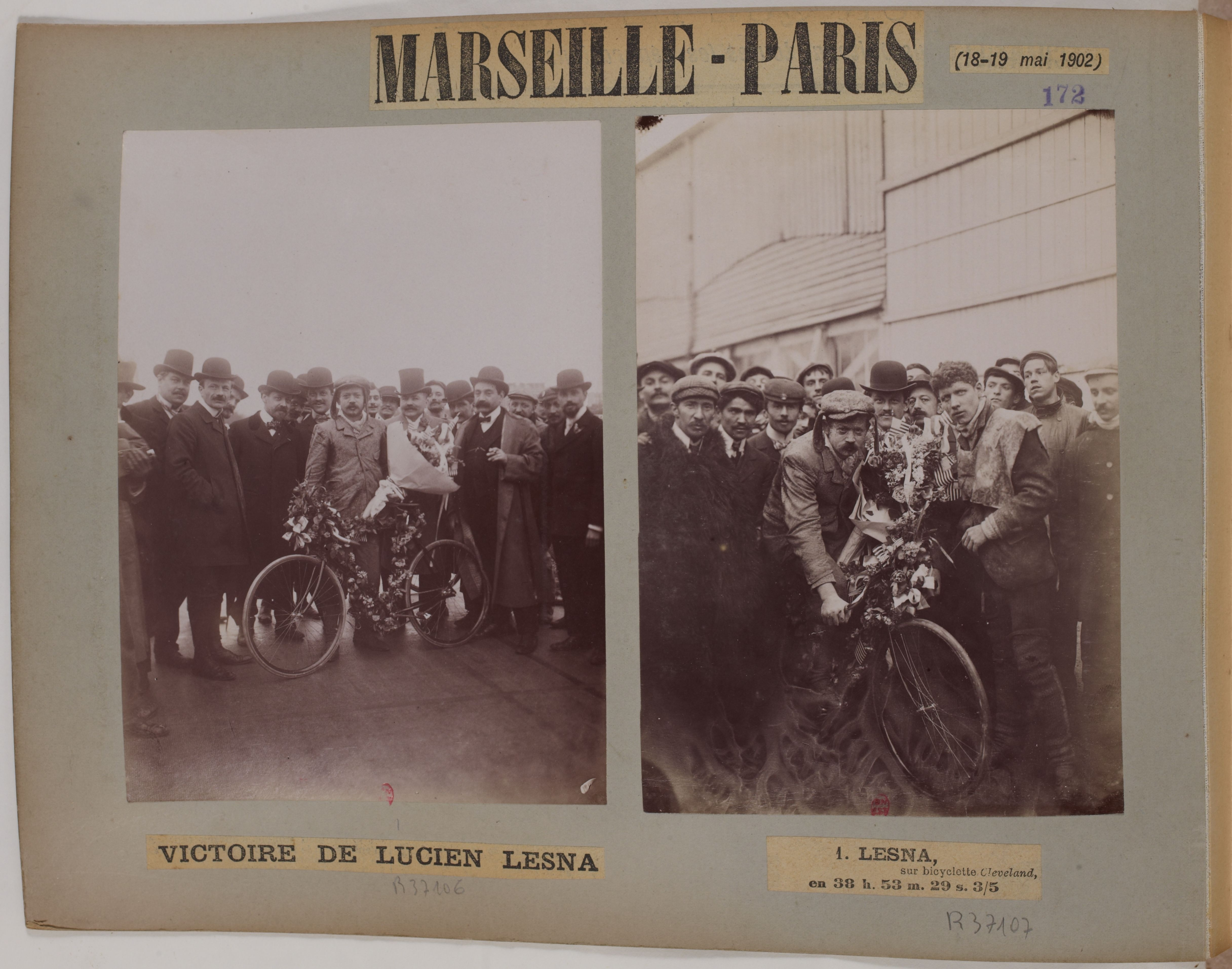
Victoire de Lucien Lesna.

## Résultats
Les 56 participants sont répartis en deux catégories : 15 coureurs de vitesse (dont 5 abandons) et 41 touristes-routiers (19 abandons).
| Classement Coureurs de vitesse | Classement Coureurs de vitesse | Classement Coureurs de vitesse | Classement Coureurs de vitesse | Classement Coureurs de vitesse |
|                                | Coureur                        | Pays                           | Équipe                         | Temps                          |
| ------------------------------ | ------------------------------ | ------------------------------ | ------------------------------ | ------------------------------ |
| 1er                            | Lucien Lesna                   | France                         | '                              | en 38 h 53 min 29 s            |
| 2e                             | Rodolfo Muller                 | Italie                         |                                | + 7 h 3 min 13 s               |
| 3e                             | Pierre Chevalier               | France                         |                                | + 11 h 53 min 0 s              |
| 4e                             | Marcel Kerff                   | Belgique                       |                                | + 16 h 4 min 0 s               |
| 5e                             | Auguste Durand                 | France                         |                                | + 18 h 17 min 0 s              |
| 6e                             | Michel Frederick               | Suisse                         |                                | + 20 h 42 min 0 s              |
| 7e                             | Eugène Brange                  | France                         |                                | + 25 h 17 min 0 s              |
| 8e                             | Alexandre Foureaux             | France                         |                                | + 30 h 52 min 0 s              |
| 9e                             | Louis Barbrel                  | France                         |                                | + 41 h 22 min 0 s              |
| 10e                            | François Monachon              | Suisse                         |                                | + 46 h 20 min 0 s              |
| modifier                       |                                |                                |                                |                                |

| Classement Touristes-routiers | Classement Touristes-routiers | Classement Touristes-routiers | Classement Touristes-routiers | Classement Touristes-routiers |
|                               | Coureur                       | Pays                          | Équipe                        | Temps                         |
| ----------------------------- | ----------------------------- | ----------------------------- | ----------------------------- | ----------------------------- |
| 1er                           | Gustave Pasquier              | France                        | '                             | en 48 h 35 min 0 s            |
| 2e                            | Victor Lefèvre                | France                        |                               | + 3 h 10 min 0 s              |
| 3e                            | Anton Jaeck                   | Suisse                        |                               | + 3 h 15 min 0 s              |
| 4e                            | Henri Gauban                  | France                        |                               | + 8 h 45 min 0 s              |
| 5e                            | Lemenuet                      | France                        |                               | + 12 h 0 min 0 s              |
| 6e                            | Noël Prevost                  | France                        |                               | + 12 h 10 min 0 s             |
| 7e                            | Ferdinand Payan               | France                        |                               | m. t.                         |
| 8e                            | Edouard Lafourcade            | France                        |                               | + 15 h 40 min 0 s             |
| 9e                            | Charles Perraud               | France                        |                               | + 16 h 15 min 0 s             |
| 10e                           | Adolphe Donon                 | France                        |                               | + 17 h 10 min 0 s             |
| 11e                           | Étienne                       | France                        |                               | + 21 h 15 min 0 s             |
| 12e                           | François Moulin               | France                        |                               | + 25 h 52 min 0 s             |
| 13e                           | Arsène Millocheau             | France                        |                               | + 30 h 20 min 0 s             |
| 14e                           | Victor Dupré                  | France                        |                               | + 30 h 30 min 0 s             |
| 15e                           | Desrue                        | France                        |                               | + 30 h 35 min 0 s             |
| 16e                           | Edmond Houitte                | France                        |                               | + 30 h 45 min 0 s             |
| 17e                           | Léon Riché                    | France                        |                               | + 32 h 10 min 0 s             |
| 18e                           | Charles Habert                | France                        |                               | + 36 h 5 min 0 s              |
| 19e                           | Brunanchon                    | France                        |                               | + 36 h 15 min 0 s             |
| 20e                           | Philippe de Baladé            | France                        |                               | m. t.                         |
| 21e                           | Heinrich Ferenez              | Hongrie                       |                               | + 37 h 55 min 0 s             |
| 22e                           | Giuseppe Ghezzi               | Italie                        |                               | + 38 h 35 min 0 s             |
| modifier                      |                               |                               |                               |                               |